# Gaasperplas (metropolitana di Amsterdam)

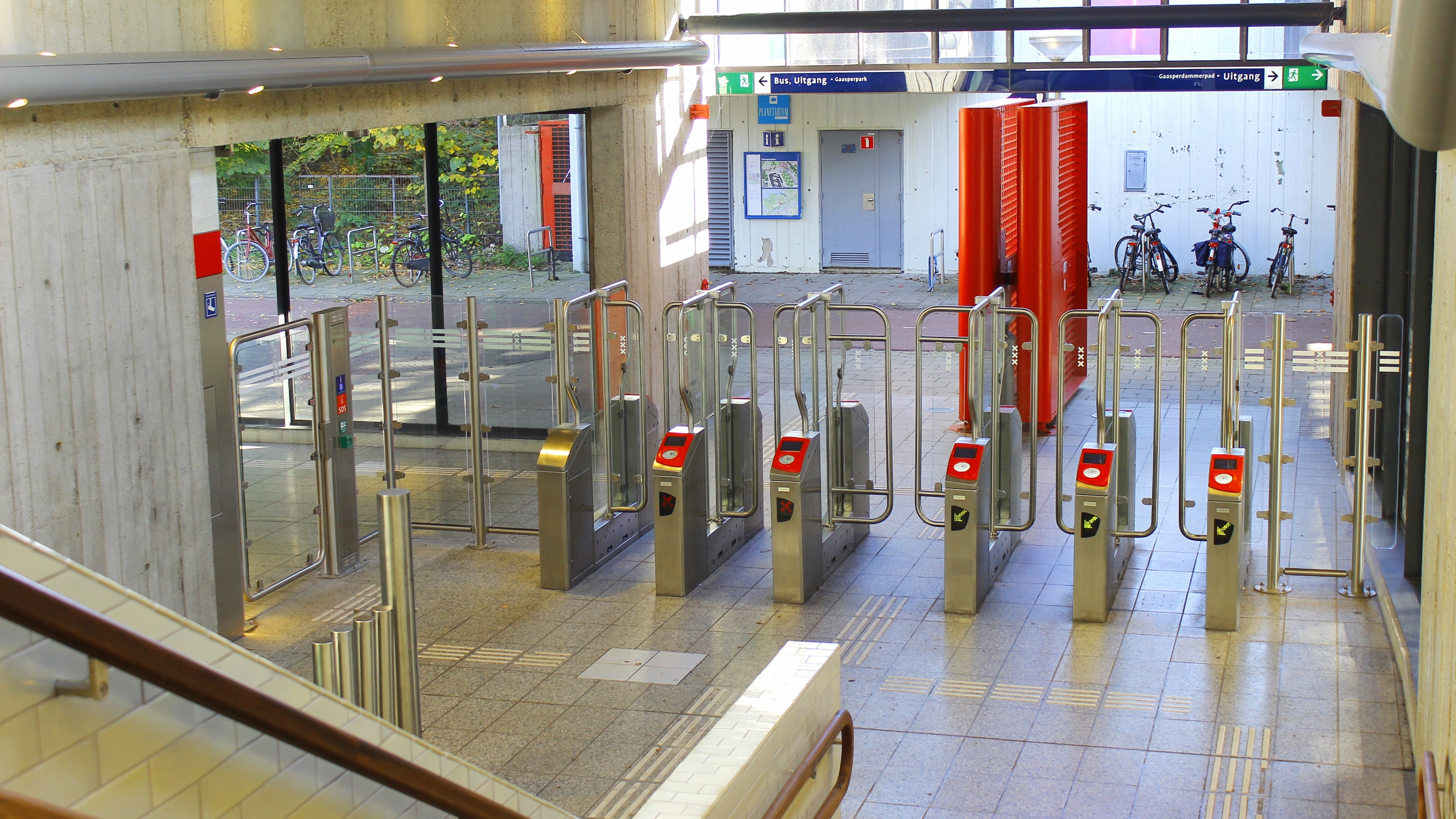

Gaasperplas è una stazione della metropolitana di Amsterdam che si trova a sud est della città Olandese in prossimità del lago di Gaasperplas.
La stazione Gaasrpeplas è stata inaugurata il 14 ottobre del 1977 ed è servita dalla sola linea 53 oltre che dal piazzale dedito agli autobus urbani e di linea. La stazione della metropolitana è accessibile solo con un OV-chipkaart o con il GVB Travel Pass.